# Paco Mora
Francisco Eduardo Jiménez Mora, más conocido popularmente por su nombre artístico de Paco Mora (Málaga, 3 de marzo de 1973), es un bailaor y coreógrafo español.

## Trayectoria
Empezó su formación como bailarín de la mano de Carmen Fernanda, en su Málaga natal para luego seguir su formación con maestros como Matilde Coral, Rafael el Negro, el Mimbre, Pedro Azorín, Merche Esmeralda. Su formación como profesional ha ido de la mano de Rafael Aguilar, Mario Maya, María Rosa, Antonio Ruiz.
Con sólo 24 años crea su primera compañía "Jabera" estrenando "Lorca baila" en 1997 en el tablao Casa Patas para luego entrar en la cartelera madrileña en el teatro Nuevo Apolo.
En 1998 crea "Compradores de Sueños", en 1999 estrena "Carmen" girando por Sudamérica y España, estando 3 meses en cartel de nuevo en el teatro Nuevo Apolo.
En 2001 estrena "Flamencura" y en 2002 protagoniza junto a Aída Gómez "Salomé" de la mano de Carlos Saura con quien vuelve a trabajar en 2004 participando en el elenco de "Iberia". Ese mismo año protagoniza junto a Igor Yebra y Aída Gómez de nuevo "Wallada, el sueño de un poeta cordobés". En 2004 inaugura el Ballet Flamenco de Madrid y participa representando a España en el Festival de bailes Zapateados del Mundo. En 2005 crea el espectáculo bandera de la primera edición de la Bienal "Málaga en Flamenco" bajo la producción de la Diputación de Málaga, dirigiendo a artistas como Carmen Linares, "El Pele", Marina Heredia o La Cañeta recorriendo teatros como Villamarta de Jerez, Maestranza de Sevilla, Gran Teatro de Córdoba o el Cervantes de Málaga. En 2008 crea "Málaga, Flamenco Pasión" estando programado durante dos años en la cartelera malagueña en el teatro Alameda. En 2007 estrena "Bodas de Sangre". Es reclamado para la creación del espectáculo "Acoplados" y estrenado en México en el Teatro de la Ciudad. En 2009 se retira durante dos años para crear en 2011 "Sueños de Sara en satén" y "Esperanza". Inaugura y dirige el tablao "Bulería" en Bogotá, Colombia.
En 2013 dirige el Centro Artístico de Badajoz y protagoniza "Drácula" bajo la dirección artística y coreografía de Cristina Seguin. Profesor de numerosos cursos y Clases maestras alrededor del mundo y jurado de numerosos festivales y concursos nacionales e internacionales. En 2015 Invitado por la UNAM (Universidad Nacional Autónoma de México) para abrir el primer Festival Flamenco UNAM, siendo ponente de la conferencia "Extremadura, Tierra Flamenca" y cerrando dicho Festival en la Sala Covarrubias de dicha Universidad. En 2016 Invitado por María Domínguez, pianista contemporánea, para la creación del espectáculo "CONTENCO" junto al percusionista Pablo Paz, en la ciudad de Maastricht en diciembre de dicho año.
En 2016 inicia un proyecto terapéutico con su madre, enferma de Alzheimer, dicho proyecto toma realidad y se hace público en junio de 2017. FLAMENCO PARA RECORDAR, COPLAS DE UN RECUERDO. Recibiendo el premio especial del Jurado como proyecto en el sector geriátrico por parte de la Fundación Domusvi.